# هاناایزومی، ایواته
هاناایزومی، ایواته (به لاتین: Hanaizumi) یک منطقهٔ مسکونی در ژاپن است که در ناحیه توهوکو واقع شده‌است. هاناایزومی ۱۵٬۳۶۷ نفر جمعیت دارد.